# Moira Harris
Moira Harris (n. 20 iulie 1954) este o actriță americană.

## Filmografie
- Terminator 3: Rise of the Machines (2003)
- Chicago Cab (1998)
- Breakdown (1997)
- Three Wishes (1995)
- Tall Tale (1995)
- Nannie & Alex (1995)
- Between Love and Hate (1993) (TV)
- Of Mice and Men (1992)
- Miles from Home (1988)
- One More Saturday Night (1986)
- Welcome Home, Bobby (1986) (TV)
- The Fantasist (1986)